# Малишич, Боян
Боян Малишич (серб. Бојан Малишић; 14 января 1985, Крагуевац, Югославия) — сербский футболист, защитник.

## Карьера
Боян Малишич начал свою профессиональную карьеру в 2002 году в составе команды родного города — «Раднички». В составе «Раднички» Малишич играл вплоть до начала 2007 года и за это время успел играть в ста двадцати матчах и забить три гола.
В 2007 году на него проявил интерес ещё один сербский клуб из Белграда «Рад». Малишич подписал контракт со столичной командой на три года и играл до начала 2010 года в тридцати трёх матчах и не забил ни одного гола. Позднее в качестве свободного агента перешёл в состав клуба «Явор». В составе «Явора» Боян Малишич играл один сезон в пятнадцати матчах и не забил гол. В конце 2010 года он расторгнул контракт с «Явором» и переехал в Узбекистан, и подписал контракт с каршинским клубом «Насаф» где его пригласил новый назначенный тренер «Насафа» Анатолий Демьяненко.
В составе «Насафа» Боян Малишич занял своё незаменимое место в стартовом составе и выиграл один титул за другим. В 2011 году он выиграл со своей командой второй по значимости турнир Азии — Кубок АФК. Также в составе «Насафа» он стал вице-чемпионом Узбекистана и финалистом Кубка Узбекистана. В период 2011 и середины 2012 годов в составе «Насафа» он играл в тридцати шести матчах и не смог забить и одного гола.
Летом 2012 года подписал контракт с ужгородской «Говерлой», которая выступала в Премьер-лиге Украины. В составе «Говерлы» Малишич играл полтора сезона и играл в двадцати пяти матчах забил один гол.
В начале 2014 года переехал в Гонконг и подписал контракт с местным клубом — «Саут Чайна».

## Достижения
«Насаф»
- Обладатель Кубка АФК: 2011
- Серебряный призёр Чемпионата Узбекистана: 2011
- Финалист Кубка Узбекистана: 2011